# جنگ هماون
جنگ هماون پایان یک سلسله عملیات تهاجمی از سوی ایرانیان به آمریت کیخسرو بود. با اینکه در آغاز حمله به مرزهای توران و رود مرزی شهد رود ایرانیان موضع تهاجمی داشتند ولی در ادامه پیکار پس از پنج ماه منجر به فرار ایرانیان از حاشیه رود شهد به ارتفاعات کوه هماون شد. این جنگ را ایرانیان در غیاب زابلیان به ویژه رستم انجام دادند ولی مسلم شد که بدون حضور رستم و گردان زابلی‌اش پیروزی امکان ندارد:
| در این جنگ پور و نبیره نماند |  | سپاه و درفش و تبیره نماند |

## جنگ هماون در شاهنامه
در این جدال سخت نام‌داران ایران و زابل همان شخصیت‌هایی نیستند که در بخش‌های پیش از این ماجرا یا پس از این ماجرا در شاهنامه مذکور افتاده‌اند امّا در جبهه مقابل، به دیگر سخن در جبهه ترکان افراد حضور یافته ممکن است حقیقی باشند چون برای بار نخست نام‌شان مذکور افتاده نظیر کاموس، شنگل یا بخ‌بخ یا اشکبوس.
سپاهی که در غیاب رستم عازم پیکار با ترکان و ترکان‌چین شد نتوانست موفقیتی کسب نماید سپهسالار ترکان بعد از جدال بی‌امان موفق شد لشکر ایران را با تلفاتی بسیار سنگین به فرماندهی طوس و گودرز و گیو به عقب براند. ساحل رودی که محل وقوع جنگ بود مرز میان دو کشور محسوب می‌شد امّا ایرانیان هنگام فرار شبانه؛ به کوهی که سه روز فاصله با محل جنگ داشت گریخته و موقعیت خویش را نسبتاُ تثبیت کردند ولی چیزی نگذشت کوه هماون کاملاً در محاصره جنگجویان ترک به فرماندهی پیران قرار گرفت:
| که لشکر گریزان شد از پیش ما |  | شکست آمد اندر بداندیش ما        |
| یکی رزمگاهست پر خون و خاک   |  | از ایشان نه هنگام بیم است و باک |
| بباید پی دشمن اندر گرفت     |  | ز مولش سزد گر بمانی شگفت        |

با اینکه طوس سپهسالار ایرانیان است به نظر می‌رسد مردم کشور گودرز و خاندان او سنگین‌ترین تلفات را متحمل شده‌اند. سی‌وهشت پسر و نوه گودرز عرصه هلاک گشتند ولی در محاصره کوه هماون مشکلات دیگری هم بر خستگی و فرسودگی جنگجویان افزوده شد؛ نبود آذوقه برای افراد و کمبود علوفه برای اسبان همچنین خطر شبیخون دشمن که منجر به این شد که خندقی پیرامون‌شان احداث نمایند.
لشکر متحد ترکان و ترکان‌چین یورش به مرزهای ایران را به بهانه تعقیب دشمن آغاز کردند زمزمهٔ تسخیر پایتخت و نابودی شاه ایران در میان سپاه شایع گشته بود و به جنگجویان ترک و چین روحیهٔ مضاعف می‌داد. با اینکه شاهنامه فرجام جنگ را پیروزی ایرانیان ابراز می‌کند از فحوای کلام چنین بر می‌آید بار دیگر جنگی نظیر جنگ پشنگ تکرار گشت و همه اراضی کشورهای ایرانی یکی پس از دیگری به تصرّف قوای صحراگرد و مهاجم سکاها، کیمری‌ها و اسکیت‌ها قرار گرفت.

## موقعیت محل جنگ
نقطهٔ آغاز عملیات جنگی از رودشهد شروع شد و در ادامه به دامنه‌های کوه هماون کشید. امّا نقطه صفر مرزی میان ایران و توران یعنی رودشهد کجا بود که سرآغار تهاجم دشمن به مرزهای ایران گشت. به نظر می‌رسد منظور از رودشهد همان قزل‌اوزن و در امتداد آن سفیدرود باشد، به عقیدهٔ محققان و باستان شناسان اینجا سرزمین نخستین پادشاه ماد یعنی دیوک بود کشور دیوک در حاشیه رود قزل‌اوزن قرار داشت و اراضی مجاور غربی سرزمین دیوک محل کشورها و اقوام ماننا، پارسوا و اورارتو بود. عجالتاً دیوک در آغاز حاکم منصوب از طرف ماننا بود ولی بعدها کوشید تا استقلال کشورش را احیا نماید. وی مانند کیخسرو به عدل و داد شهره بود احتمالاً به آیین مزدیسنا هم گرویده بود چون عدالت را مرعی داشتن در دنیای باستان مستلزم تمسک به عقیده و باور متافیزیک بود. جنگی که شاهنامه آن را به جنگ هماون تشبیه می‌نماید در دنیای باستان قرن‌ها در اذهان ملل باقی‌مانده بود حتی ماجرای جنگ میان اقوام و قبایل ساکن در نواحی مزبور را الواح آشوری ثبت و در بایگانی‌های دولت خویش نگهداری می‌کردند. اکنون بخشی از آن متون کهن بر خشت‌های گلی ترجمه گشته‌است.

## لشکر آراستن ایرانیان و تورانیان
در جنگ هماون دو بار متخاصمین در مقابل یکدیگر صف‌آورایی کردند و هر دو صف‌کشی زمانی وقوع یافت که رستم با لشکر زابلی‌اش به کمک ایرانیان رسیده بود. صبح نبرد طبق عرف جنگ‌های باستان صدای تبیره اعلام جنگ را به همه گوش‌زد نمود و همه دانستند که امروز جنگ خواهد بود پس همه از چادر و خیمه بیرون آمده آماده نبرد گشتند. هومان سپهدار تورانی از میدان سان دید تا یاری کنندگان به ایران را ریابد که خیمه‌ای پیروزه رنگ را مشاهده کرد که اطرافش جنگجویان زیادی با درفش و سنان گرد آمده بود، اینجا مقرّ گردان زابلی بود. سراپرده‌ای دیگر مشاهده کرد سیاه‌رنگ با درفشی به کردار ماه که از آن فریبرز یا لشکر ایرانیان از جانب کیخسرو بود. هومان بازگشته اعلام نمود احتمالاً امروز نبرد سختی در پیش خواهد بود از دیشب در اردوگاه ایرانیان سر و صدای زیادی بگوش می‌رسید گمانم درفش اژدها پیکر از آن رستم (روسا) باشد.
پیران نگرانی خود را از حضور رستم ابراز نمود و گفت مرگ کاموس و بخ‌بخ و شنگل دور از انتظار نخواهد بود. در جنگ پیشرو پیران فرماندهی کل را به خاقان سپرده ترکان فقط یکی از جناحین را در اختیار گرفته بودند ظاهراً آرایش نظامی جنگ با خاقان‌چین بود. پیران می‌بایست حضور زابلیان و ایرانیان به خاقان گزارش می‌نمود تا آن‌ها فکر نکنند سپاه تحت محاصره فقط آنهایی هستند که دیروز رؤیت کرده بودند. چون به حضور رستم و گردان زابلی در این جنگ شک داشتند. احتمالاً پیک‌هایی افراسیاب برای جلب یاری رستم فرستاده بود ولی رستم در انتخاب جانب کیخسرو را داشته و حضور او در سپاه مقابل مبیّن این حقیقت بود. به استناد متون شاهنامه کشورهای مشارکت‌کننده ایرانی در این جنگ عبارت بودند از کابل، زابل، مای و هند. این انسجام ایرانیان در منابع دیگر ممکن است همان اتحادیه قبایل ماد باشد که علیه دولت آشور قیام را آغاز کردند امّا جریان پیشرفت بسیار کند بود حداقل زمانی که محققان برای به ثمر نشستن قیام مادی‌ها متصوّر هستند هفتاد سال بود.
کاموس از این همه رستم رستم کردن پیران برآشفت که چرا سخن از رستم برانی و از زابلیان چه گویی، درفش مرا اگر نهنگ در دریای چین ببیند آسیمه خواهد شد برو زود سپه را آرایش جنگی بده درفش جنگ را بر پادار که چون من با سپاهم به جنگ اندر آیم ببینی تو پیکار مردان که باشد دشت یکسر شسته بخون. رجز کاموس پیران را خوشحال کرد امید داشت رستم به‌دست او هلاک گردد. پیران جنگجویان را به آلات حرب مجهز کرد سپس نزد خاقان آمد زمین را بوسید و به گفت راه درازی پیموده‌ایی رنج سفر را متحمل گشته‌ایی به احترام افراسیاب از دریا گذشتی تا بدینجا رسیده‌ای. کوس جنگ نواخته شد ولی نه از مشارکت رستم خبری بود و نه از نتیجه جنگ، ظاهراً نخست باید رزم تن به تن در وسط میدان آغاز می‌گشت که نبرد رهام با اشکبوس شروع پیکار شد که به نظر می‌رسد رهام کشته شد:
| به گرز گران دست برد اشکبوس |  | زمین آهنین شد، سپهر آبنوس  |
| برآهیخت رهام گرز گران      |  | غمی شد ز پیکار دست سران    |
| چو رهام گشت از کشانی ستوه  |  | بپیچید زو روی و شد سوی کوه |

آغازین لحظات نبرد رسمی کوه هماون با فرار یا هلاکت رهام شروع شد و مشاهده صحنه نبرد طوس را برآشفت، خواست به کمک رهام بیاید تهمتن یعنی همان رستم به طوس تشر آمد که رهام را جام باده جفت است. معلوم نیست کنایه از مرگ اوست که به‌دست اشکبوس کشته گردد. به هر حال مرگ رهام مسجل گشت و رستم طوس را در قلب‌گاه سپه نگهداشت تا خویش برخلاف همیشه بدون رخش پیاده وارد میدان نبرد با اشکبوس گردد.